# El Cerro de Andévalo
El Cerro del Andévalo és un poble de la província de Huelva (Andalusia), que pertany a la comarca d'El Andévalo.

## Demografia
| 1996  | 1998  | 1999  | 2000  | 2001  | 2002  | 2003  | 2004  | 2005  |
| ----- | ----- | ----- | ----- | ----- | ----- | ----- | ----- | ----- |
| 2.785 | 2.762 | 2.760 | 2.741 | 2.719 | 2.706 | 2.700 | 2.668 | 2.636 |